# بريندون
بريندون هو لاعب كرة قدم برازيلي في مركز الدفاع، ولد في 29 مايو 1995. لعب مع نادي بورتيمونينسي.

## وصلات خارجية
- بريندون على موقع قاعدة بيانات كرة القدم.إي يو (الإنجليزية)
- بريندون على موقع Soccerway.com (الإنجليزية)